# Аденозинкіназа
ADK (англ. Adenosine kinase) – білок, який кодується однойменним геном, розташованим у людей на короткому плечі 10-ї хромосоми. Довжина поліпептидного ланцюга білка становить 362 амінокислот, а молекулярна маса — 40 545.
| 10         |  | 20         |  | 30         |  | 40         |  | 50         |
| ---------- |  | ---------- |  | ---------- |  | ---------- |  | ---------- |
| MAAAEEEPKP |  | KKLKVEAPQA |  | LRENILFGMG |  | NPLLDISAVV |  | DKDFLDKYSL |
| KPNDQILAED |  | KHKELFDELV |  | KKFKVEYHAG |  | GSTQNSIKVA |  | QWMIQQPHKA |
| ATFFGCIGID |  | KFGEILKRKA |  | AEAHVDAHYY |  | EQNEQPTGTC |  | AACITGDNRS |
| LIANLAAANC |  | YKKEKHLDLE |  | KNWMLVEKAR |  | VCYIAGFFLT |  | VSPESVLKVA |
| HHASENNRIF |  | TLNLSAPFIS |  | QFYKESLMKV |  | MPYVDILFGN |  | ETEAATFARE |
| QGFETKDIKE |  | IAKKTQALPK |  | MNSKRQRIVI |  | FTQGRDDTIM |  | ATESEVTAFA |
| VLDQDQKEII |  | DTNGAGDAFV |  | GGFLSQLVSD |  | KPLTECIRAG |  | HYAASIIIRR |
| TGCTFPEKPD |  | FH         |  |            |  |            |  |            |

A: Аланін

C: Цистеїн

D: Аспарагінова кислота

E: Глутамінова кислота

F: Фенілаланін

G: Гліцин

H: Гістидин

I: Ізолейцин

K: Лізин

L: Лейцин

M: Метіонін

N: Аспарагін

P: Пролін

Q: Глутамін

R: Аргінін

S: Серин

T: Треонін

V: Валін

W: Триптофан

Кодований геном білок за функціями належить до трансфераз, кіназ, фосфопротеїнів. 
Задіяний у таких біологічних процесах, як ацетилювання, альтернативний сплайсинг. 
Білок має сайт для зв'язування з АТФ, нуклеотидами, іонами металів, іоном магнію. 
Локалізований у цитоплазмі, ядрі.